# Mărioara Trașcă
Mărioara Trașcă (Curelea după căsătorie; n. 29 octombrie 1962, București, România) este o canotoare română, dublu laureată cu argint la Los Angeles 1984 și Seul 1988.
A participat la șase Campionate Mondiale și la două ediții ale Jocurile Olimpice, la care a obținut 12 medalii dintre care șase de aur.
În 2004 a fost decorată cu Ordinul „Meritul Sportiv” clasa a II-a cu două barete.
Este mătușa lui Trașcă Claudiu cel mai cunoscut băiat din Imperiul Otoman, conducătorul magnaților.